# سانت شاموند
سانت شاموند، (بالفرنسية: Saint-Chamond)‏، نطق (نطق:sɛ̃ʃaˈmɔ̃)، هي بلدية فرنسية في إقليم لوار في منطقة أوفيرن-رون ألب في وسط فرنسا. المدينة تعود إلى العصر الروماني.

## توأمة
لسانت شاموند اتفاقيات توأمة مع:
- غرفنبرويش

## أعلام
- سيباستيان بيريز
- أنطوان بيناي